# Les
Les (russisk: Лес) er en sovjetisk spillefilm fra 1980 af Vladimir Motyl.

## Medvirkende
- Ljudmila Tselikovskaya som Gurmyzhskaya
- Boris Plotnikov som Gennadij Nesjjastlivtzev
- Vjatjeslav Kirilitjev
- Stanislav Sadalskij
- Jelena Borzova